# Ivan Dežman
Ivan Dežman (Rijeka, 6. svibnja 1841. – Zagreb, 24. listopada 1873.), hrvatski književnik i liječnik pulmolog
Završio je medicinu u Beču, te živio u Zagrebu kao privatni liječnik, saborski zastupnik i književnik. Pisao je pjesme, pripovijesti i libreta, a od 1871. do 1872. uređivao je Vienac. Bavio se hrvatskom medicinskom terminologijom, te pisao rasprave iz higijene i praktične upute za liječnike. Zalagao se za osnivanje medicinskoga fakulteta u Zagrebu. Napisao je libreto za Zajčevu operu "Ban Legat". Godine 1868. objavio je Rječnik liječničkog nazivlja.
Njegov sin je Milivoj Dežman, koji je zbog njega uzeo i pseudonim Ivanov.

## Nagrade
- 1870.: Nagrada iz zaklade Ivana N. grofa Draškovića, za djelo Čovjek prema zdravlju i ljepoti.